# Czuba nad Uboczą
Czuba nad Uboczą (ok. 1630 m) – wzniesienie w orograficznie prawych zboczach Doliny Roztoki w polskich Tatrach Wysokich. Nazwa autorstwa Władysława Cywińskiego. Na mapie Geoportalu zaznaczone jest jako punkt o wysokości 1643,8 m. Znajduje się w długiej północno-wschodniej grani Szpiglasowego Wierchu pomiędzy zwornikiem dla Orlej Ściany (1620 m) a Równią nad Kępą (1683 m). W kierunku północno-zachodnim do Doliny Roztoki opada z Czuby nad Uboczą pionowa ściana mająca wysokość ok. 40 m, niżej przechodząca w stromy stok porośnięty kosodrzewiną, limbami i świerkami. W kierunku południowo-wschodnim do Doliny Rybiego Potoku opada łagodniejszy, górą trawiasty stok zwany Uboczą (jest to część Opalonego). Mniej więcej w połowie wysokości tego stoku, w lesie, znajduje się Polanka pod Uboczą (już zarastająca lasem).